# Pantydia sparsa
Pantydia sparsa är en fjärilsart som beskrevs av Achille Guenée 1852. Pantydia sparsa ingår i släktet Pantydia och familjen nattflyn. Inga underarter finns listade i Catalogue of Life.

## Bildgalleri

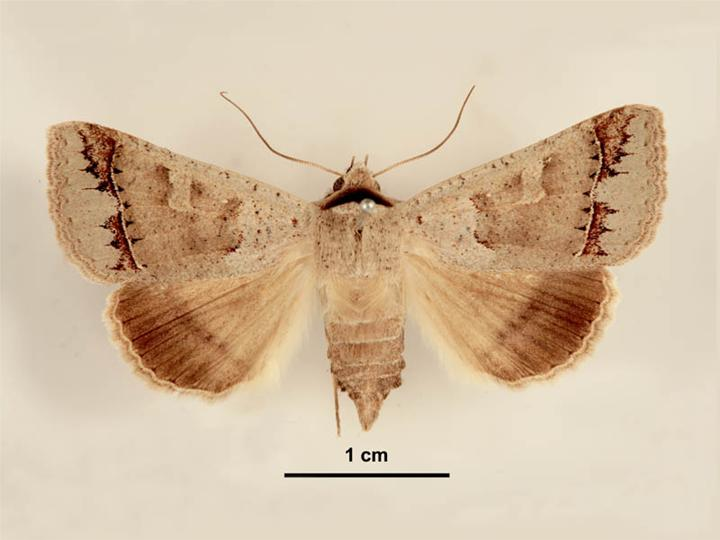
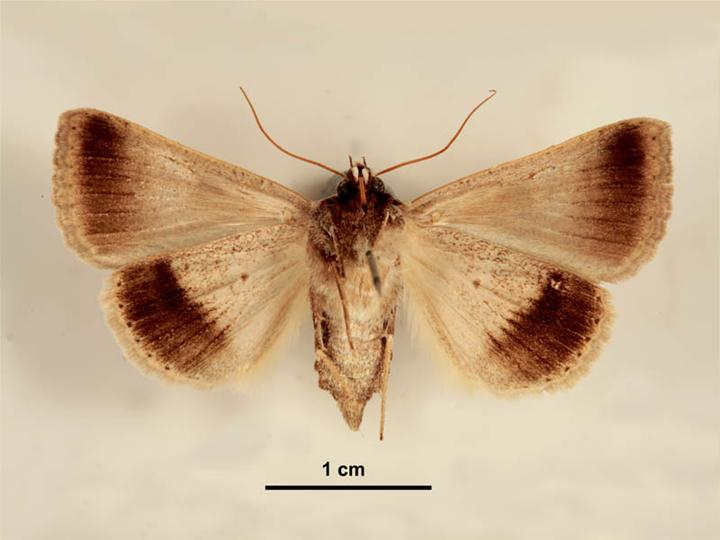
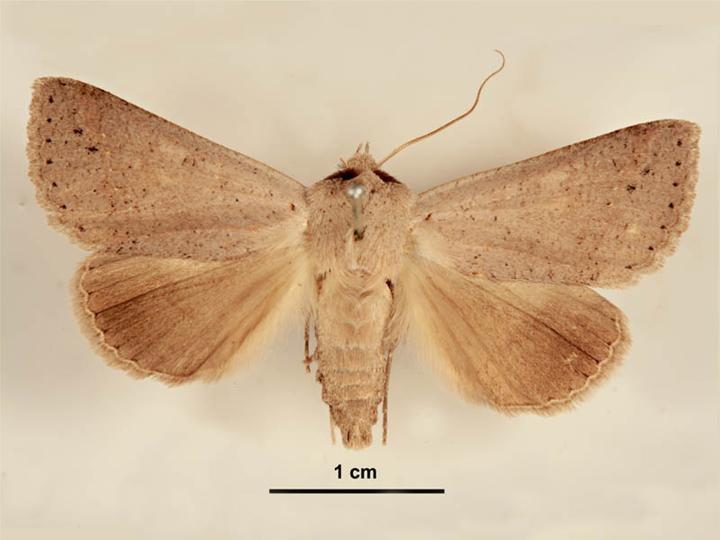
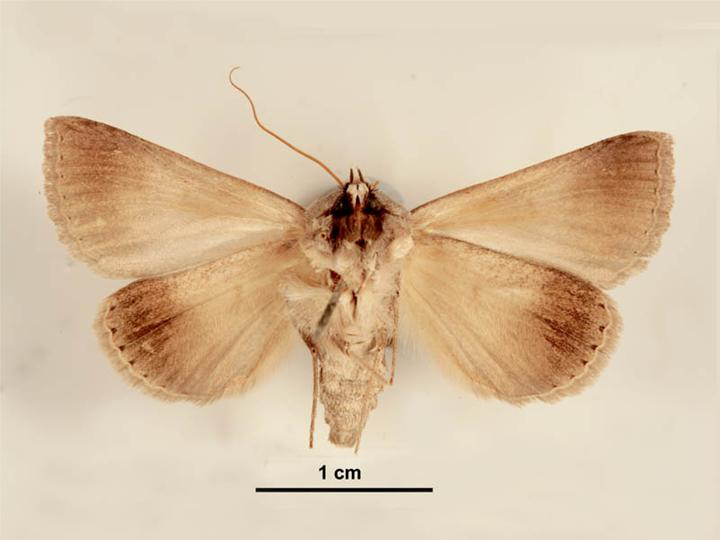